# Erateina obscura
Erateina obscura là một loài bướm đêm trong họ Geometridae.